# Kolju Fičeto
Kolju Fičeto (Колю Фичето, 1800 Direnova – 15. listopadu 1881 Veliko Tarnovo) byl bulharský architekt a sochař, vlastním jménem Nikola Ivanov Fičev (Никола Иванов Фичев).

## Život
Pocházel z rodu řezbářů a sochařů. Ve třech letech přišel o otce, v deseti ho matka dala na učení k zedníkům do města Trjavna. Jako kamenický tovaryš působil v Korçë a Bracigovu, již ve věku 33 let získal titul mistra stavitele (turecky „usta“). Byl negramotný, ovládal však čtyři jazyky (bulharštinu, turečtinu, řečtinu a rumunštinu).

## Dílo
Byl předním umělcem bulharského národního obrození a zaměřil se na monumentální architekturu. K jeho stavbám patří chrám svaté Trojice ve Svištovu, chrám svatého Nikoly v Drjanovu, zvonice v Pčelišti, kamenný obloukový most přes Jantru u města Bjala a krytý most v Lovči. Nejdéle působil ve městě Veliko Tarnovo, kde vytvořil radnici, chrámy svaté Bohorodičky a svatých Konstantina a Heleny, kapli v klášteře svaté Trojice, hostinec Hadži Nikoly a dům antikváře Stefana Peneva-Achtara, známý díky plastice opice v průčelí.

## Odkaz
V anketě Velcí Bulhaři uspořádané v roce 2006 skončil na 43. místě. V jeho rodném Drjanově se nachází muzeum Kolji Fičeta a pomník od sochaře Borise Gondova. Byl vyobrazen na bankovce v hodnotě 2000 leva a je po něm pojmenován Fičetův mys na antarktickém Livingstonově ostrově. Jeho vnukem byl bulharský ministr obrany Ivan Fičev.

## Fotogalerie

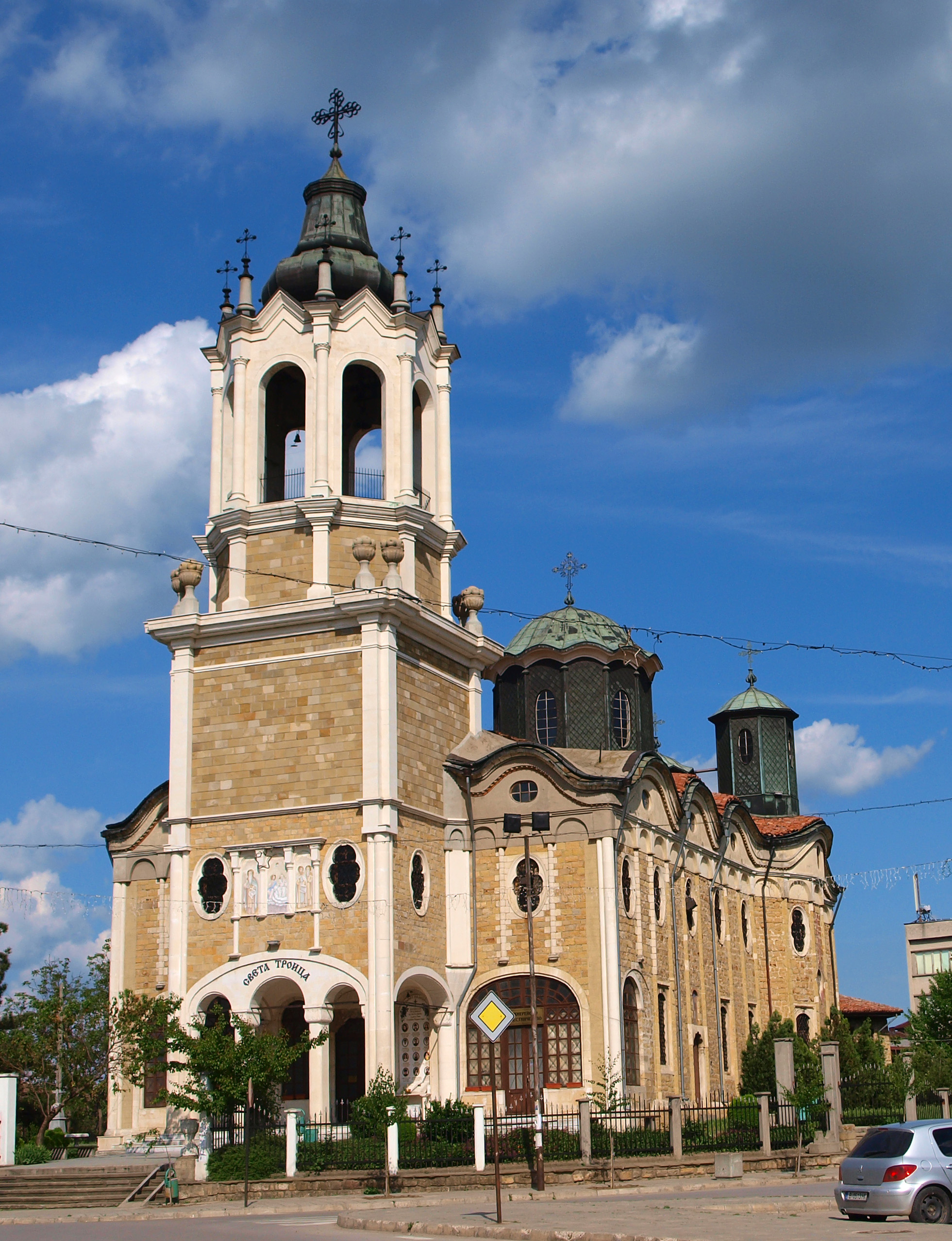
Kostel svaté Trojice, Svištov
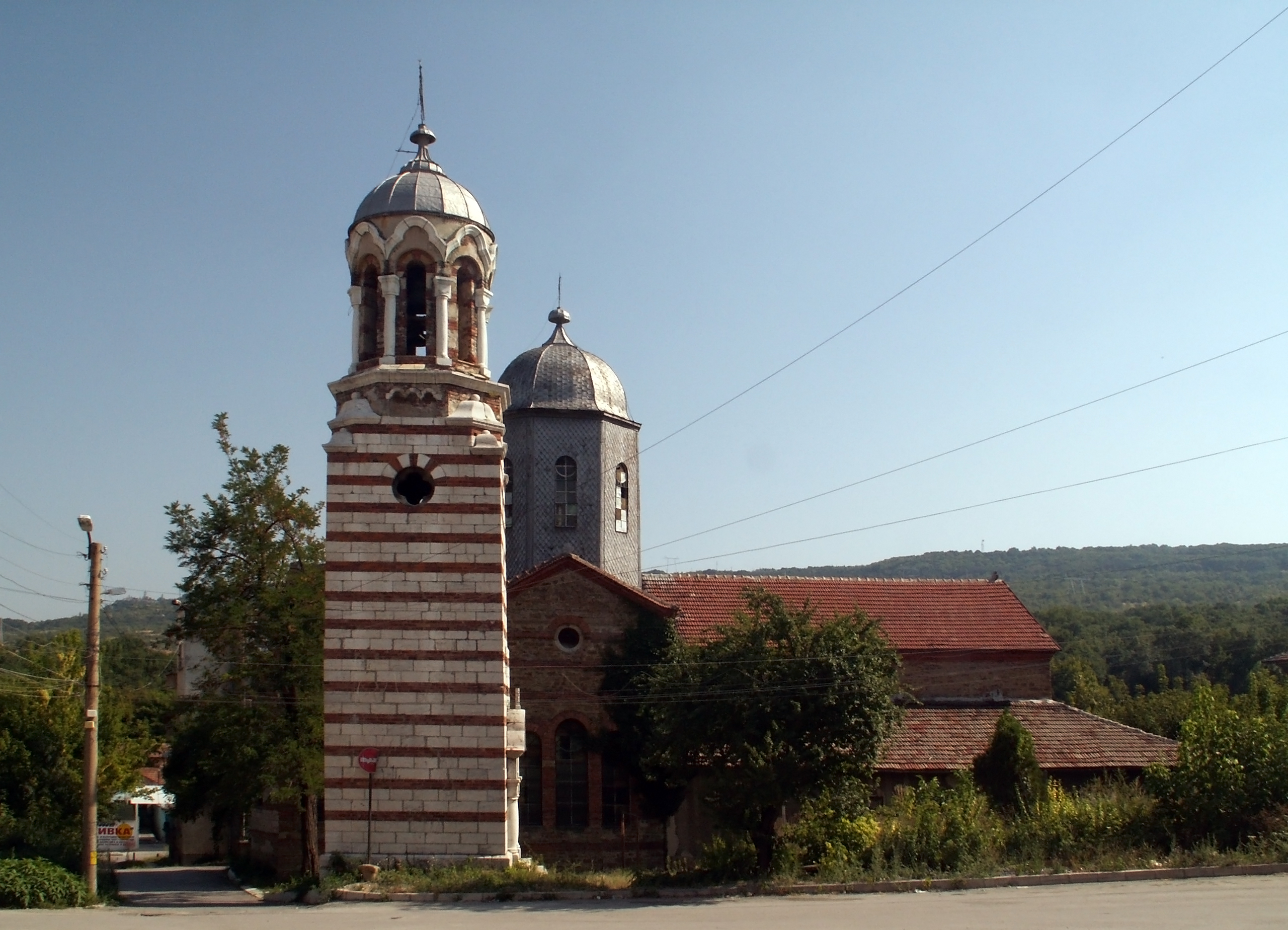
Kostel svatého Nikoly, Gorna Orjachovica
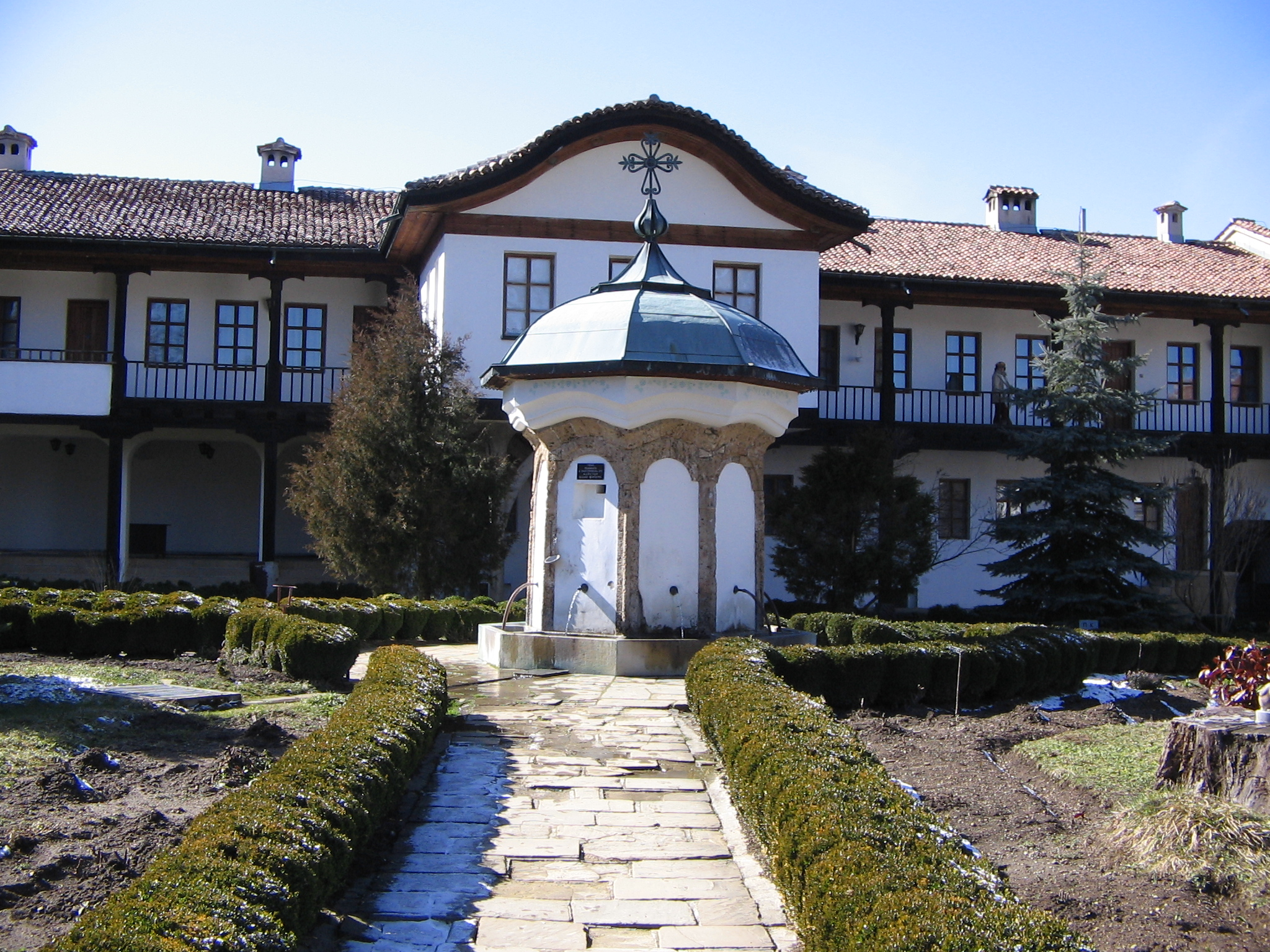
Dvůr Sokolského kláštera, Gabrovo
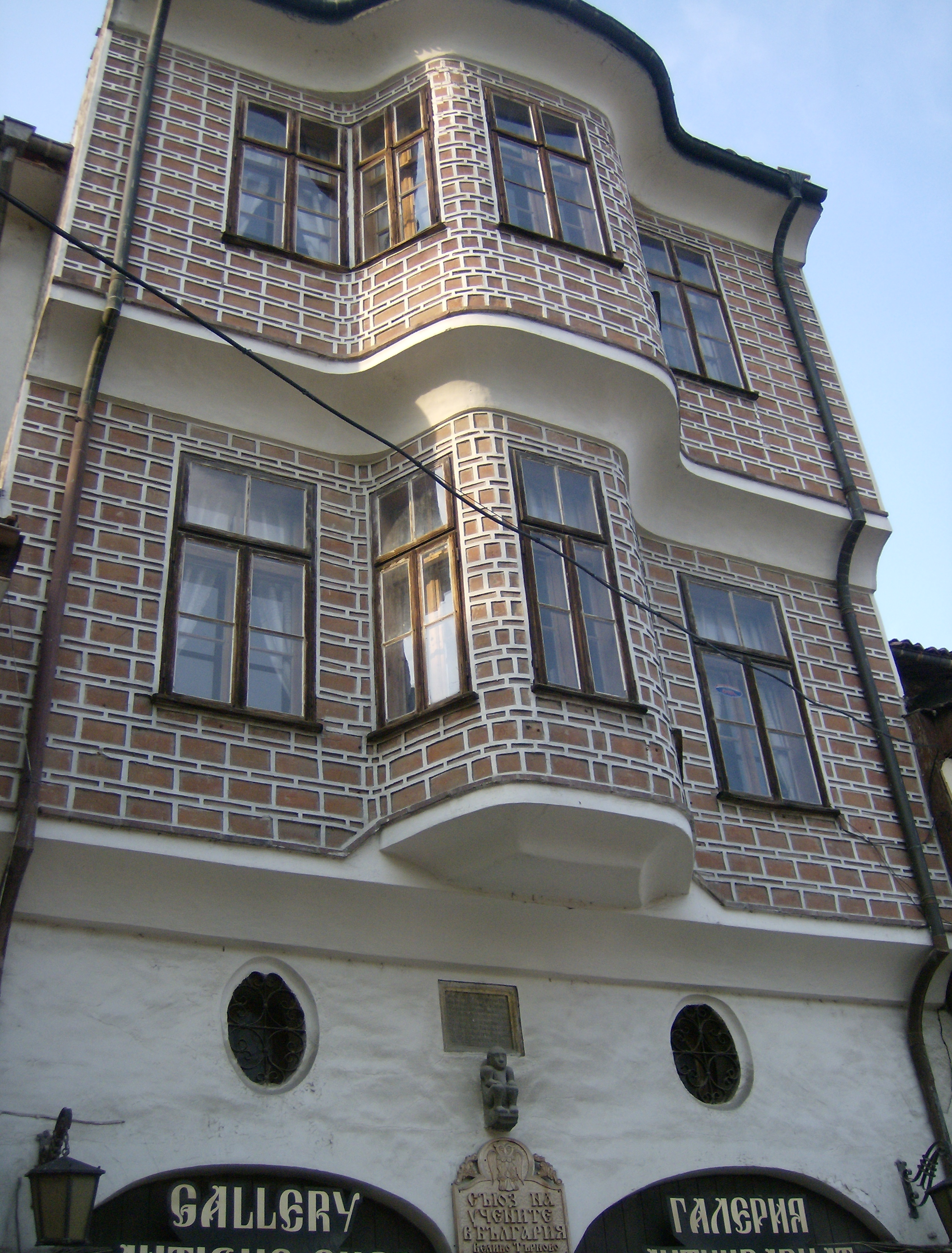
Dům s opicí, Veliko Tarnovo
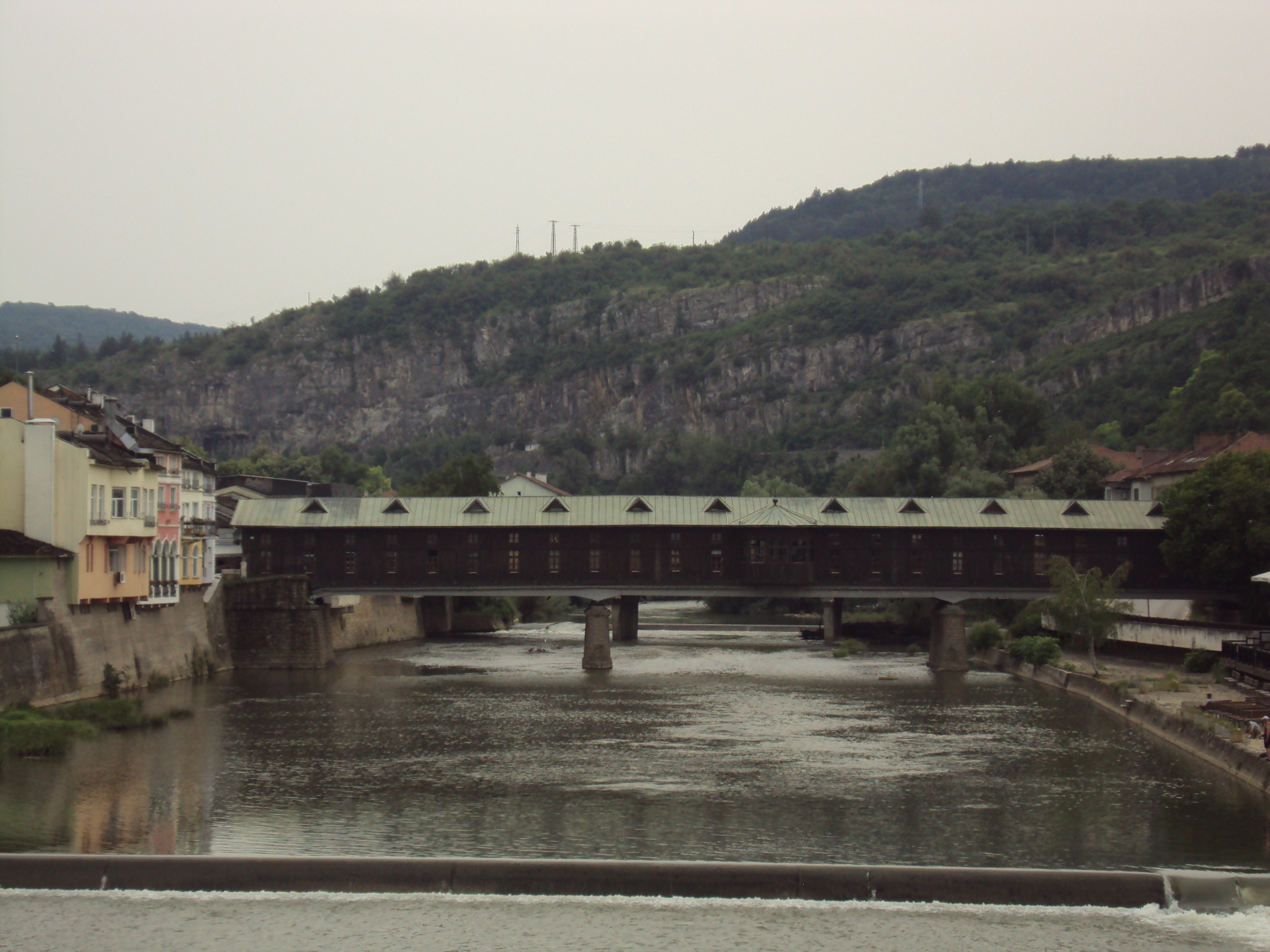
Krytý most, Loveč